# Crispin Struthers
Crispin Struthers (* um 1978 in San Francisco) ist ein US-amerikanischer Filmeditor, der 2013 für einen Oscar nominiert wurde.

## Karriere
Eine erste Anstellung als Editor erhielt Struthers im Jahr 1999 für die Filmkomödie Where’s George?. Neben dem eigenständigen Filmschnitt arbeitete er bei Produktionen wie RocknRolla, The Hills Run Red und Ich bin Nummer Vier als Schnittassistent mit. Bei der Oscarverleihung 2013 erhielt er mit Jay Cassidy eine Nominierung in der Kategorie Bester Schnitt für seine Arbeit für die Tragikomödie Silver Linings.

## Filmografie (Auswahl)
Schnitt
- 1999: Where’s George?
- 2001: Looking for Buddha
- 2012: Silver Linings (Silver Linings Playbook)
- 2013: American Hustle

Schnittassistenz
- 2003: Married by America (TV)
- 2007: Trick ’r Treat
- 2008: Rock N Rolla (RocknRolla)
- 2008: Eagle Eye – Außer Kontrolle (Eagle Eye)
- 2009: The Hills Run Red – Drehbuch des Todes (The Hills Run Red)
- 2010: The Fighter
- 2011: Ich bin Nummer Vier (I Am Number Four)